# Liste du patrimoine culturel immatériel de l'humanité en Haïti
Cet article recense les pratiques inscrites au patrimoine culturel immatériel en Haïti.

## Statistiques
Haïti ratifie la convention pour la sauvegarde du patrimoine culturel immatériel le 17 septembre 2009. La première pratique protégée est inscrite en 2021.
En 2024, Haïti compte 2 éléments inscrits au patrimoine culturel immatériel, sur la liste représentative.

## Listes

### Liste représentative
L'élément suivant est inscrit sur la liste représentative du patrimoine culturel immatériel de l'humanité.
| Élément                                                                                                 | Année | Lien  | Notes                                                                     | Illus. |
| --- | ----- | ----- | ------------------------------------------------------------------------- | ------ |
| Soupe au giraumon                                                                                       | 2021  | 01853 |                                                                           |        |
| Le savoir-faire et les pratiques traditionnels liés à la fabrication et à la consommation de la cassave | 2024  | 02118 | Partagé avec Cuba, la République dominicaine, le Honduras et le Venezuela |        |

### Patrimoine immatériel nécessitant une sauvegarde urgente
Haïti ne compte aucun élément listé sur la liste du patrimoine immatériel nécessitant une sauvegarde urgente.

### Registre des meilleures pratiques de sauvegarde
Haïti ne compte aucune pratique listée au registre des meilleures pratiques de sauvegarde.